# Geografie Francouzské Polynésie
Geografie Francouzské Polynésie je, přestože jde o samé ostrovy, poměrně různorodá. Vyskytují se zde dva extrémy – korálové ostrovy obklopené mělčinou ve tvaru mělké misky omývané a naplněné vodou, jimž vystupují z vody jen okraje a jejichž povrch čnící nad vodou je zcela rovný a v jedné rovině s hladinou moře, a přesný opak – ostrovy sopečného původu, jednotlivé, velice členité strmé hory rostoucí z hlubokého moře až vysoko nad hladinu, klidně i více než 1 000 m.

## Geografické části

Jižní souostroví (červeně), Návětrné (modře) a závětrné (zeleně) ostrovy, Tuamotu (fialově) a Markézy (oranžově).

Francouzská Polynésie má celkem 5 geografických částí:

### Jižní souostroví
Jde o čtyři ostrovy v řadě za sebou na jihu Francouzské Polynésie a ještě další dva doplňující řadu, ale ty už jsou tak daleko, že vlastně k těmto ostrovům geograficky ani nepatří, oficiálně ale ano. Tyto ostrovy jsou členité a sopečného původu. Moc ale nevyrostly, ve svých nejvyšších bodech mají kolem 200–300 m a rozloha je také malá, jejich nejdelší rozměr bývá 3–5 km a jen dva, Marotiri a Hauti, mají největší rozměr 10 km.

### Návětrné (na západě) a Závětrné (na východě) ostrovy
Návětrné ostrovy jsou menší a nižší, nadmořská výška je okolo 500 m n. m. Jde o členité sopečné ostrovy, stejně jako závětrné ostrovy, které jsou podobné. Jsou to v podstatě 2 ostrovy. Malý Moorea s maximální nadmořskou výškou 1 000 m a obří Tahiti s nejdelší rozměrem 50 km, jehož vrchol (Mont Orohena) vystupuje 2 241 m nad mořem a je nejvyšším bodem Francouzské Polynésie.

### Tuamotu
Korálové souostroví, zabírající největší část Francouzské Polynésie. Jde o ostrovy o největší délce, okolo 50 km, ale to rozloze moc nepřidává, protože tyto ostrovy jsou vodou nejen obklopeny, ale i vyplněny (laguna), to znamená, že pokud se je rozhodnete obejít dokola, tak se opravdu hodně projdete, ale když se rozhodnete jít od pláže rovnou do vnitrozemí, tak se dostanete obvykle po pár set metrech opět k vodě a je jedno z jaké části ostrova se vydáte. Tyto ostrovy jsou navíc zcela v rovině s hladinou moře a to znamená, že když bude pokračovat globální oteplování a hladina se bude zvedat rychleji než porostou korály směrem k hladině, tak toto celé souostroví bude pod vodou. Vzhledem k tomu, že korály dokážou růst rychlostí zhruba 10 cm za rok, a do konce 21. století má hladina moře vzrůst o 69 cm, tak to vypadá celkem nadějně pro jejich zachování.

### Markézy
Opět ostrovy sopečného původu dosahující nadmořské výšky až 1 000 m n. m. Podobně jako jejich vrstevníci z jihu jsou členité a malé, 2 největší mají nejdelší rozměr 20–30 km. Tyto ostrovy jsou nejblíže k rovníku.

## Galerie

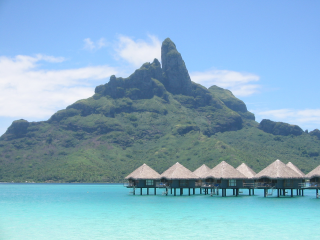
Bora-Bora, ukázka do nebe lezoucího sopečného ostrova.
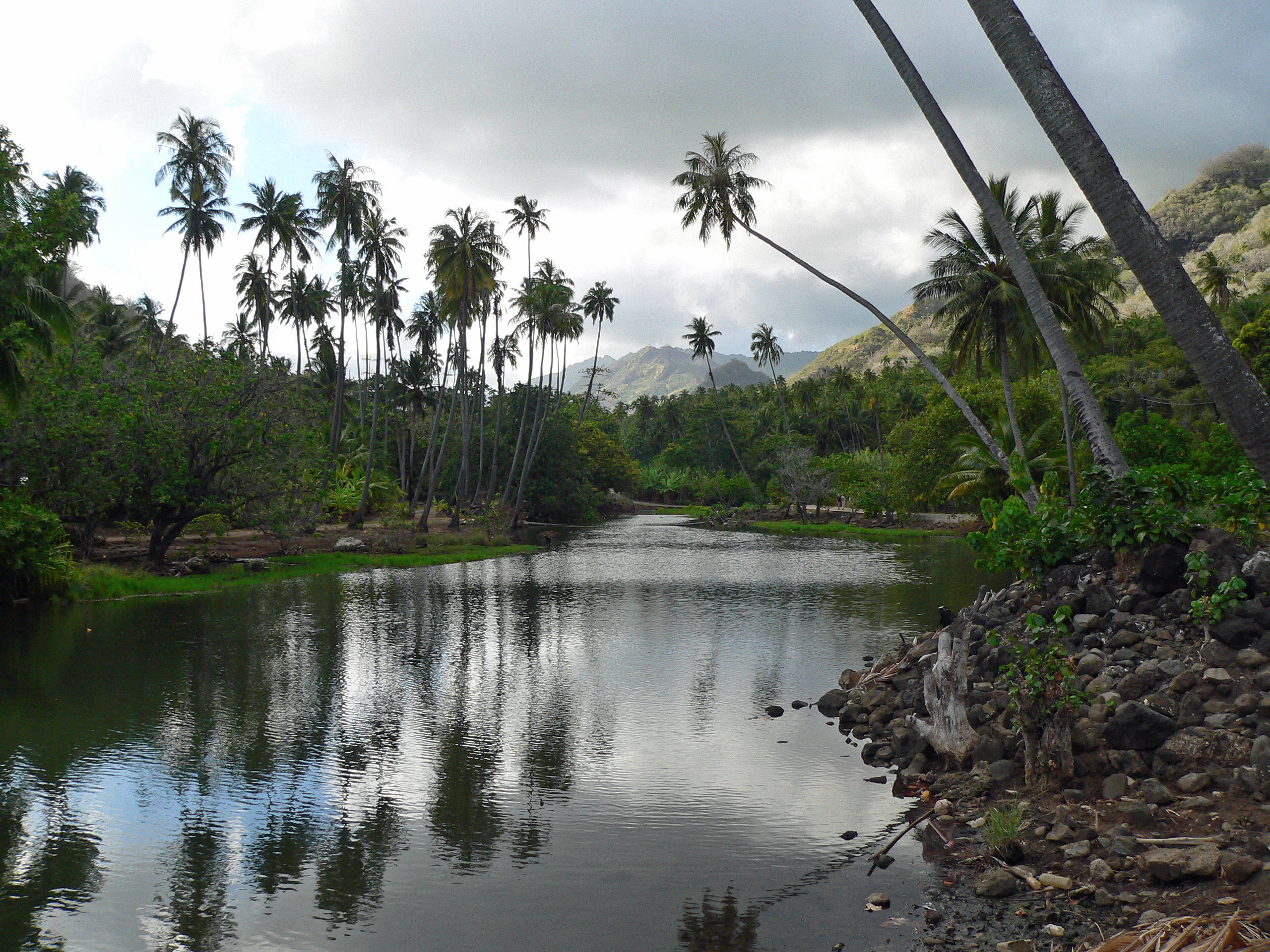
Horská procházka na Markézách
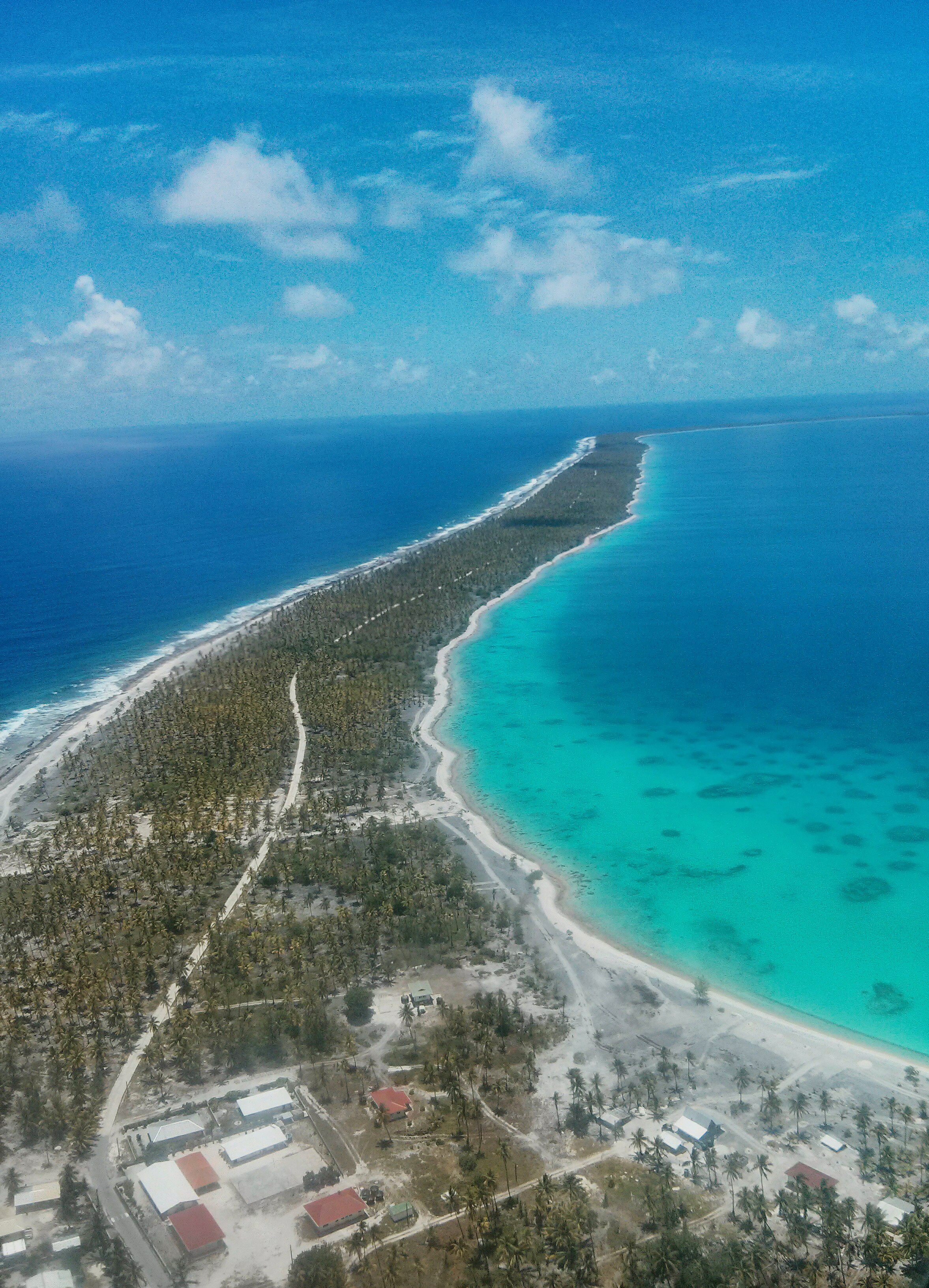
Korálový ostrov, aneb voda, pevnina a hned za ní zase voda
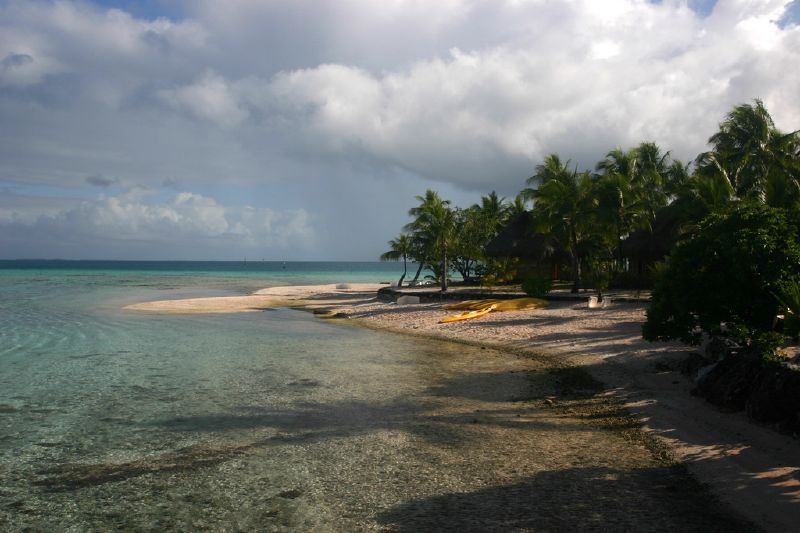
Pláž na korálovém ostrově
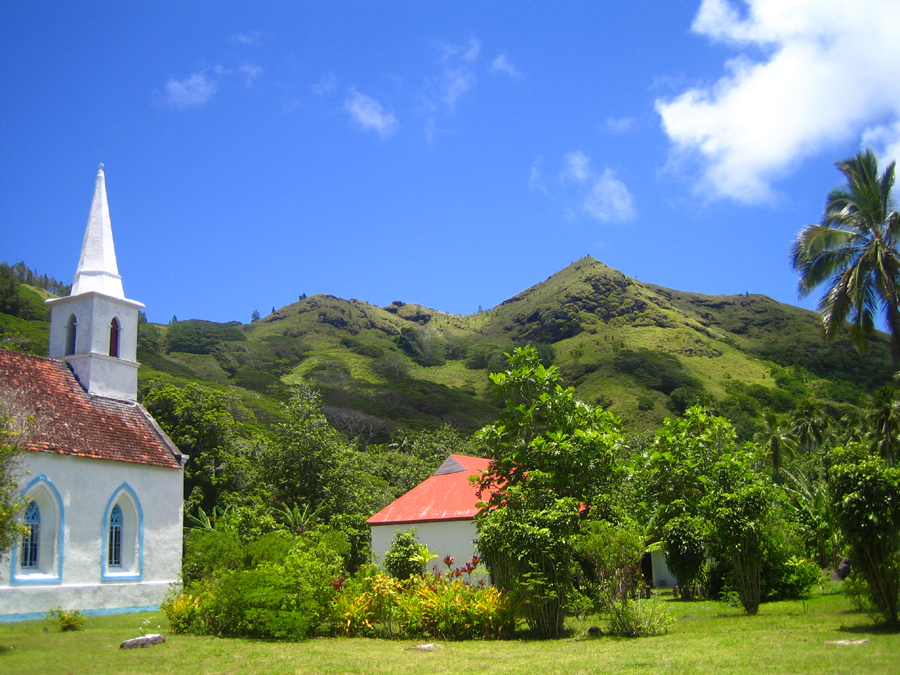
Krajina na sopečném ostrově
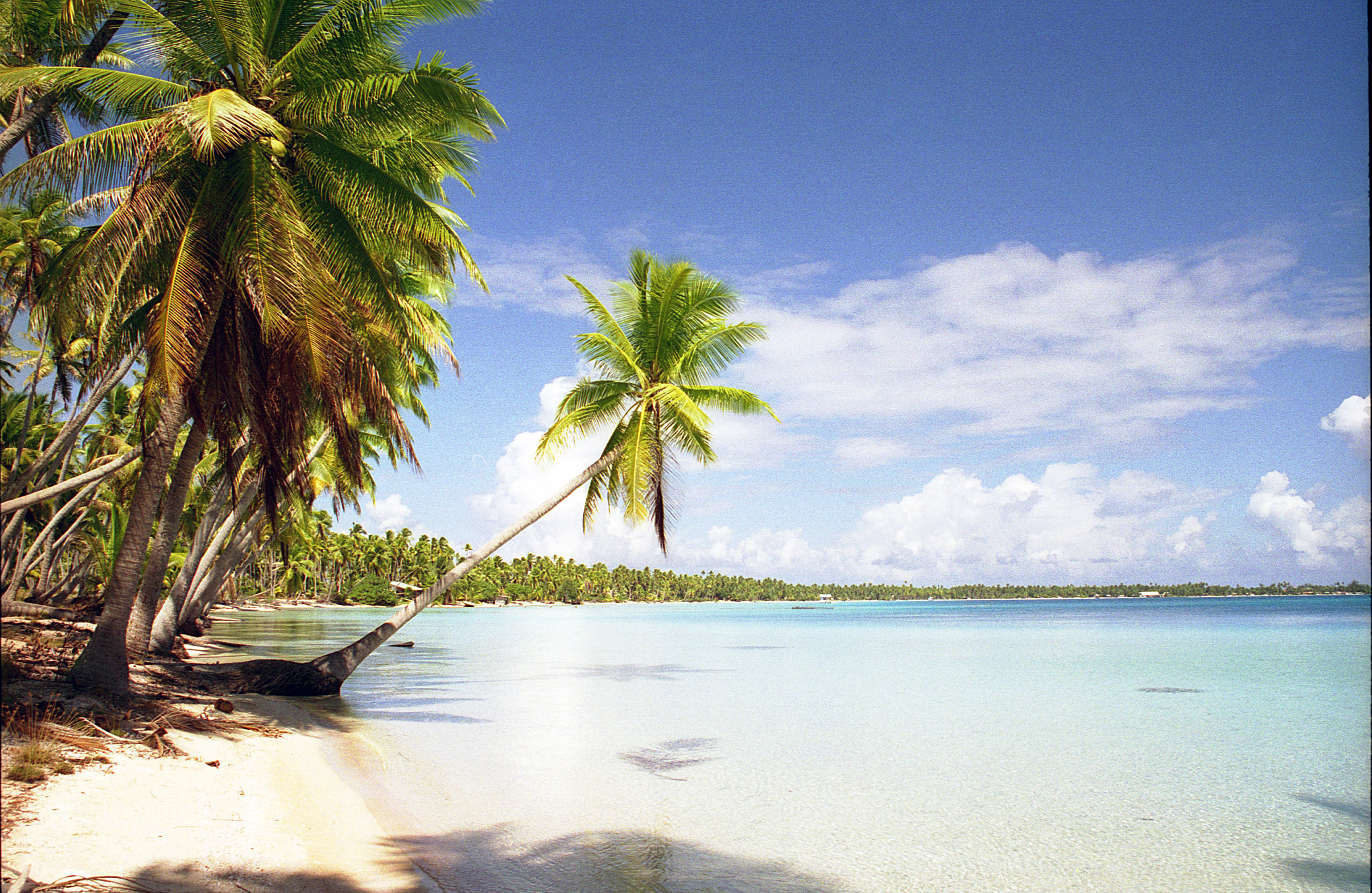
Laguna, klidnější vnitřní břeh korálového ostrova
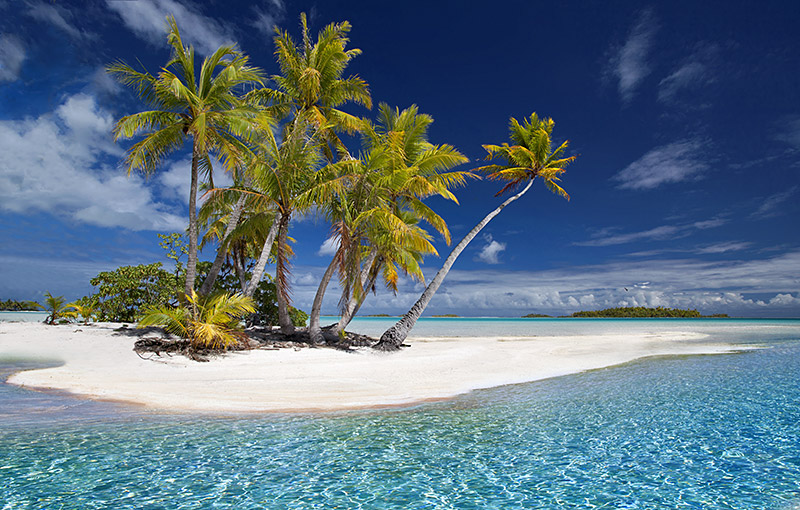
Laguna
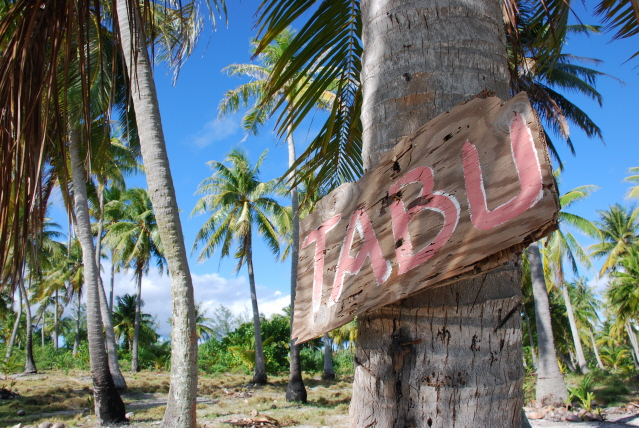
Kokosové palmy, jedna z nejčastějších rostlin hlavně na korálových ostrovech